# 済美平成中等教育学校
済美平成中等教育学校（さいびへいせいちゅうとうきょういくがっこう）は、愛媛県松山市に所在する私立中等教育学校。

## 概要
愛媛県最初の本格的な中高一貫校として1997年に中学校が、2000年に済美高等学校平成分校が開校し、2002年より中等教育学校に移行した。

## 沿革

### 年表
- 1997年 - 済美平成中学校開校　1期生入学[1]
- 2000年 - 済美高等学校平成分校開校
- 2002年 - 済美平成中等教育学校と改称
- 2003年 - 1期生卒業式
- 2006年 - 学校創立10周年
- 2016年 - 学校創立20周年[2]

## 教育
1学年約130人（15期生（2011年入学）は150名）で少人数教育を理念とし、6学年約800名の生徒1人1人に目の行き届いた教育の実践を目標にしている。
生徒は3年時に、自由テーマで論文の提出を課されている。2年時には、基礎期の締めくくりとして、3月に三泊四日で関西方面への研修旅行を行い、4年時には研修旅行としてハワイの歴史文化地を観光する。
『教育方針』は以下の通りである。
1．計画的・継続的な教育
1・2年生を「基礎期」、3・4・5年生を「充実期」、6年生を「発展期」と位置づけ、きめ細かな指導を可能にする少人数授業・習熟度別指導や個別指導の実践により、学力の育成を図る。
2．高い進路目標の実現
授業時間の確保と質の高い授業の実践により、最難関国公立大学・私立大学への現役合格を目指す。
3．人間性をみがく教育
人間性をみがくための教育活動を展開し、自ら学ぶ力とコミュニケーション能力を育成する。
4．国際化に対応した外国語教育の重視
外国語教育と国際理解教育を推進し、国際社会で活躍する人材を育成する。
5．充実した豊富な学校行事
特色あるさまざまな学校行事を楽しむことができる。

## 部活動
学校の設立当初は野球部のみであったが、2009年度からソフトテニス・剣道・サッカー・陸上が、2010年には男子バスケットボール部が設立され、その中でも進学校ながら陸上部は県内でも有数の強豪校となっている。また他にも、ダンス部や卓球部などもある。文化部においては、俳句部は俳句甲子園の常連であり、放送部においても例年全国大会に多くの生徒が出場している。茶道部や自然科学部などもある。

## 学校行事
7月と12月にはクラスマッチがある。9月にはスポーツカーニバルという体育祭が開催される。この体育祭は4・5年生が中心となり、応援・パフォーマンス・装飾・運営を担当する。10月には平成祭という文化祭が行われる。

## 校名の由来
「済美」の名前は、中国の歴史書『春秋左氏伝』にある「世々済其美不隕其名」( 世々其 ( よよそ ) の美を済 ( な ) し其の名を隕 ( お ) とさず )から採られた。済美学園の一環として「平成」時代に創立された本校は、「平成」という言葉が、同じ『春秋左氏伝』で「済美」の後に登場することから「先人の素晴らしい業績を受け継いで良い行いをし、世の中を平和な方向へ導いていく」という意味を込めて、名付けられた。 

## 関連校
- 済美高等学校

## 著名な出身者
- 堀菜保子 - NHKアナウンサー　※渋谷教育学園幕張高等学校へ転校[4]
- 山内可菜子  - あいテレビアナウンサー[5]
- 吉松音々- 元AiCune 、2022 ミス・アース・ジャパン 愛媛県大会 グランプリ[6]